# White Russian

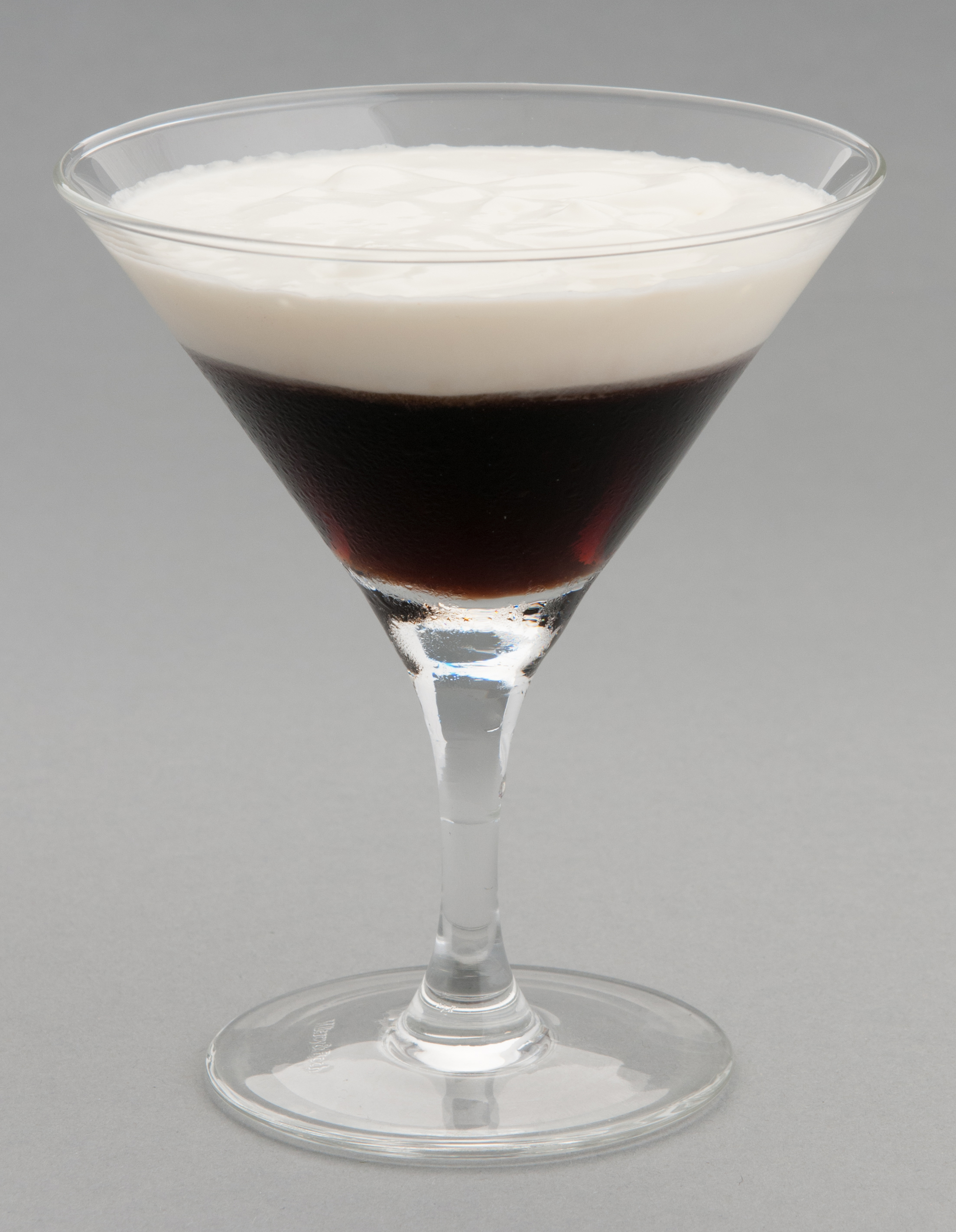
White Russian

White Russian [waɪt 'rʌʃ(ə)n] (englisch für „Weißer Russe“) ist ein Cocktail aus Wodka, Kaffeelikör und Sahne oder Milch. Wegen seiner süßen und cremigen Bestandteile zählt der Shortdrink zu den After-Dinner-Drinks.  Die Variante ohne Sahne und Milch heißt Black Russian („Schwarzer Russe“).

## Zubereitung

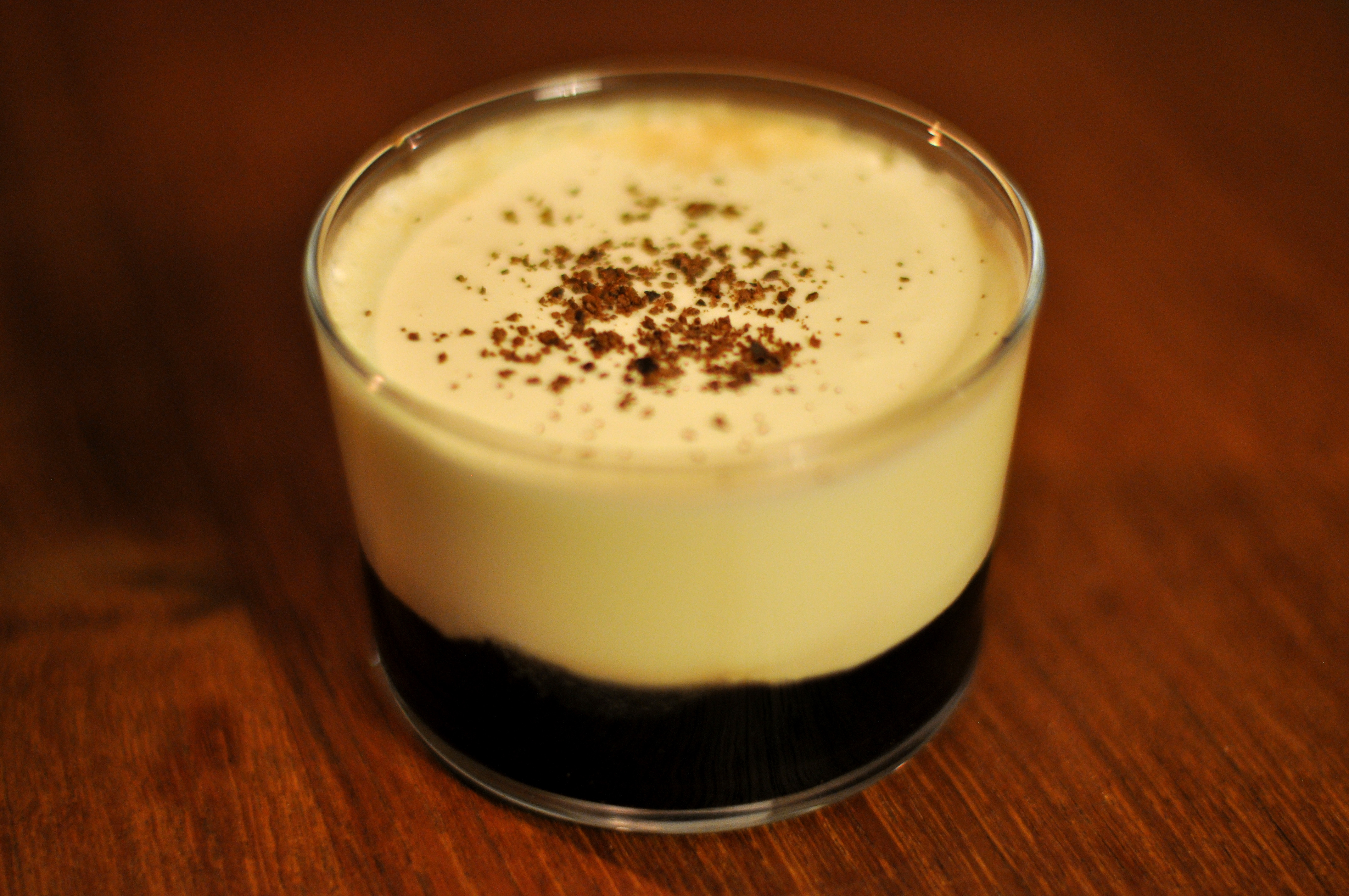
White Russian mit verhältnismäßig viel angeschlagener Sahne, serviert in einem Tumbler

Bei der klassischen Zubereitung des White Russian werden zwei Teile (zum Beispiel 4 cl) Wodka mit einem Teil (2 cl) Kaffeelikör (wie Kahlúa oder Tia Maria) auf Eiswürfeln verrührt und entweder ohne Eis in eine vorgekühlte Cocktailschale abgeseiht oder auf Eiswürfeln in einem Tumbler serviert. Zuvor wurden ein bis zwei Teile Sahne leicht angeschlagen, so dass sie noch fließt und nicht steif ist. Die Sahne lässt man über dem Rücken eines Barlöffels vorsichtig in das Glas gleiten („floaten“), wobei sich die Schichten nicht mischen sollen.
In einfacheren Varianten wird auf das Aufschlagen der Sahne verzichtet oder es wird stattdessen Milch verwendet. Der Drink wird dann meistens direkt im Trinkglas (Tumbler oder Longdrinkglas) auf Eiswürfeln zubereitet („gebaut“) und, anders als die klassisch geschichtete Version, mit einem Strohhalm serviert.
Der Black Russian ist eine Variante, bei der auf Sahne und Milch verzichtet wird. Bei der Zubereitung werden Wodka und Kaffeelikör (ursprünglich Kahlúa) im Verhältnis 2:1 über Eiswürfel in einen kleinen Tumbler gegeben und kurz verrührt. Der Black Russian soll auf Gustave Tops, den langjährigen Barchef des Brüsseler Hotels Metropole, zurückgehen und erstmals in den 1950er Jahren serviert worden sein.
Der White Russian wurde laut dem Oxford English Dictionary zum ersten Mal im November 1965 schriftlich erwähnt, jedoch erschien im gleichen Jahr eine Werbeanzeige des Spirituosenherstellers Southern Comfort bereits am 21. März 1965. Hier wurde der White Russian mit Wodka, Schlagsahne und einem Kaffeelikör der Marke Southern Comfort empfohlen.

## Sonstiges
Der White Russian ist das Lieblingsgetränk der Hauptfigur des von den Coen-Brüdern gedrehten Spielfilms The Big Lebowski von 1998. Dort verwendet „The Dude“ (gespielt von Jeff Bridges) allerdings statt angeschlagener Sahne Half & Half. Dabei handelt es sich um ein in den Vereinigten Staaten angebotenes Fertigprodukt, dessen Fettgehalt von etwa 12,5 % zwischen Sahne und Milch angesiedelt ist.